# جنرال الکتریک اف۱۰۱
جنرال الکتریک اف۱۰۱ (به انگلیسی: General Electric F101) یک موتور هواگرد ساختِ کارخانهٔ جی‌ئی اوییشن در کشور ایالات متحده آمریکا است. نسخه غیر نظامی این موتور با نام سی‌اف‌ام اینترنشنال سی‌اف‌ام۵۶ به تولید رسیده است.